# 이나카다테촌
이나카다테촌(일본어: 田舎館村)은 일본 아오모리현 중앙부 쓰가루 평야에 있는 미나미쓰가루군의 촌이다.

## 지리
중부를 아세이시강이 서쪽으로 흐르고 서단을 히라카와강이 북류한다. 쌀 생산으로 알려져 있고 북방 벼농사 문화 발상지이기도 하다. 기후는 냉대성 기후로 겨울의 추위가 심하다.

### 인접한 자치체
- 히로사키시, 구로이시시, 히라카와시, 후지사키정

## 역사
- 1889년 4월 1일 - 정촌제 시행으로 이나카다테촌이 성립하였다.
- 1955년 4월 1일 - 이나카다테촌과 고덴지촌이 합병해 이나카다테촌이 되었다.
- 1955년 11월 3일 - 도키와촌과 경계 변경을 실시하였다.
- 1956년 10월 1일 - 오노에정의 일부를 편입하였다.

## 교통

### 철도
- 동일본 여객철도 오우 본선
- 고난 철도 고난선

### 도로
- 국도 102호선

## 인구
| 연도 | 인구   | ±%     |
| ---- | ------ | ------ |
| 1960 | 11,509 | —      |
| 1970 | 10,062 | −12.6% |
| 1980 | 10,053 | −0.1%  |
| 1990 | 9,370  | −6.8%  |
| 2000 | 8,835  | −5.7%  |
| 2010 | 8,153  | −7.7%  |